# Võ Thị Viên
Võ Thị Viên (chữ Hán: 武氏媛; 5 tháng 11 năm 1815 – 22 tháng 3 năm 1880), còn có húy là Viên, phong hiệu Nhất giai Lương phi (一階良妃), là một cung phi của vua Thiệu Trị nhà Nguyễn trong lịch sử Việt Nam.

## Tiểu sử

### Thân thế
Lương phi Võ Thị Viên sinh ngày 5 tháng 10 (âm lịch) năm Ất Hợi (1815), là con gái của Phó Vệ úy Võ Hữu Linh, người huyện Hương Trà, tỉnh Thừa Thiên.

### Nhập phủ
Năm Minh Mạng thứ 7 (1826), bà Võ Thị Viên nhập phủ làm thiếp cho hoàng trưởng tử Trường Khánh công Miên Tông (vua Thiệu Trị sau này). Khi đó, hai bà Phạm Thị Hằng và Nguyễn Thị Nhậm được đưa vào phủ Trường Khánh công với thân phận là Phủ thiếp, do có xuất thân cao quý.
Địa vị của bà Viên lúc đó thấp hơn nhiều so với bà Hằng và bà Nhậm. Tuy nhiên, bà Viên lại nhận được sự ân sủng đặc biệt từ vua, mặc cho danh phận thấp kém.

### Tam giai Tần
Năm 1841, vua Thiệu Trị tức vị, bà Viên cùng các thiếp thất khác của ông đều được gọi chung là Cung tần (宮嬪), chờ mãn tang vua Minh Mạng mới phong định thứ vị.
Năm Thiệu Trị thứ 3 (1843), vua đại phong hậu cung, bà Viên được sách phong làm Tam giai Lương tần (三階良嬪). Hàng Tam giai khi đó bao gồm những phong hiệu từ cao đến thấp như sau: Quý tần (貴嬪), Lương tần (良嬪), Đức tần (德嬪). Cùng ở hàng Tam giai khi đó có bà Nguyễn Thị Xuyên được phong làm Đức tần (德嬪). Bà Đinh Thị Hạnh do mất trước khi vua Thiệu Trị đăng cơ nên được truy tặng chức Quý tần (貴嬪).

### Nhất giai Phi
Đến năm Thiệu Trị thứ 6 (1846), Lương tần Võ thị được tấn phong làm Nhất giai Lương phi (一階良妃). Cùng lúc đó, bà Hằng được tấn phong làm Nhất giai Quý phi (一階貴妃) đứng đầu hậu cung, còn bà Nhậm được tấn phong làm Nhất giai Lệnh phi (一階令妃).
Năm đó, vua xuống dụ: "Đoan phi cho đổi làm Lương phi, thuộc nhất giai, chữ "Lương" ở bậc tam giai đã đưa tấn phong cho bậc nhất giai thì Lương tần cho đổi làm Thụy tần thuộc tam giai". Chức Đoan phi lúc đầu đứng thứ hai trong bậc Nhất giai, khi cải thành Lương phi được đưa xuống vị trí thứ ba, cứ theo lời dụ sau đó "Lại năm ấy tấn phong Quý phi, Lệnh phi, Lương phi, Thục phi và Thụy tần trở xuống" (Khâm định Đại Nam hội điển sự lệ, tập 6, quyển 76, trang 167).
Điều này cho thấy, vua Thiệu Trị đã dành cho bà Viên sự sủng ái không hề nhỏ khi vẫn giữ nguyên mỹ hiệu bậc Tần của bà trước đó, và quyển kim sách của bà cũng có kích thước lớn hơn so với quy chế đặt ra. Cũng giống như đãi ngộ của bà Ngô Thị Chính thời Minh Mạng, ban đầu bà được phong Tam giai Hiền tần (三階賢嬪), sau khi thăng lên Nhất giai Phi vẫn giữ nguyên được mỹ hiệu Hiền.

### Qua đời
Ngày 12 tháng 2 (âm lịch) năm Canh Thìn (1880), Tự Đức năm thứ 33, Lương phi Võ Thị Viên qua đời, thọ 66 tuổi. Bà được táng ở gần hồ Thủy Tiên (nay thuộc phường Thủy Bằng, Hương Thủy, tỉnh Thừa Thiên Huế), sau được cải táng về gần Xương Lăng của vua Thiệu Trị (thuộc xã Thủy Bằng, huyện Hương Thủy). Dựa vào dòng chữ khắc trên bia, "Tiên triều Lương phi thụy Huy Thuận Võ thị chi tẩm", bà Lương phi được ban thụy là Huy Thuận (徽順).

## Kim sách phong Phi
Theo Khâm định Đại Nam hội điển sự lệ (quyển 83: Sách của phi tần), quyển sách cho các phi tần ngự thiếp đều được làm bằng bạc, riêng sách của Phi vị được mạ vàng. Sách của Phi có 5 tờ (10 trang): 2 tờ bìa khắc mây và chim phượng; các tờ còn lại khắc sách văn. Các tờ có kích thước như sau: dài 5 tấc 4 phân (tương đương 21,6 cm bây giờ), rộng 3 tấc 2 phân 4 ly (tương đương 12,96 cm bây giờ). Tuy nhiên, quyển sách phong của Lương phi Võ Thị Viên lại có kích cỡ 14 × 23 cm, nặng hơn 7 kg. Đây là điều khá đặc biệt mà vua đã dành cho bà.
Nội dung sách văn được tạm dịch như sau:
"Thiệu Trị năm thứ sáu, Bính Ngọ, tháng Giêng, vượt qua ngày mồng một, Đinh Tỵ, được 20 ngày (tức ngày Bính Tí). Thừa thiên hưng vận, hoàng đế ban rằng: Trẫm nghĩ: Vương gia giáo hóa ưu tiên lấy biểu nghi làm chuẩn mực. Khánh lễ quốc gia, theo phép gia ân lớn tự bên trong. Chọn được ngày lành. Ban ra ân chiếu. Đoái nghĩ lương tần họ Võ: Con nhà danh giá, công lao. Tư cách đằm thắm thận trọng. Đoan trang tốt đẹp hết sức trợ giúp cung cấm, dạy bảo thuận hòa. Cung kính nết hạnh, dốc lòng phụng thờ bề trên, dịu dàng khuôn phép. Vui vẻ chiều ý đức Từ. Khéo khôn nhận đầy sủng mệnh. Đúng dịp trẫm mới lên tuổi sơ thọ, nên ân ban khắp chốn đất trời. Nay đang cậy đức lớn đức Từ, cần lớn lao để thêm long trọng. Dựa theo phép tắc. Để ngợi khen riêng. Nay đặc biệt tấn phong ngươi là Lương phi. Phi hãy: Cung nhận tiếng khen. Kính tuân giáo huấn. Thuận kính đúng theo khuôn mẫu, không có điều lầm lẫn, phúc lành mới được nương nhờ, còn mãi chở che. Kính thay."
Quyển sách phong của Lương phi Võ thị trước đây thuộc bộ sưu tập của ông Hồ Đình Xuân, được bán đấu giá ở Paris, Pháp vào năm 1996. Vào năm 2010, quyển sách phong này đã được nhà sưu tầm cổ vật Cao Xuân Trường mang về Việt Nam với giá hơn 2 tỷ VNĐ.
Nhiều người khẳng định: "Đây cũng là cuốn sách phong duy nhất làm bằng bạc mạ vàng còn tồn tại, vì ở Việt Nam và hải ngoại, người ta chỉ còn trông thấy một số đồng sách (sách phong bằng đồng) và thể sách (sách phong bằng lụa) mà thôi, chủ yếu mang niên hiệu từ đời Tự Đức trở về sau". Sở dĩ như vậy là vì, sau thất bại trong cuộc chiến đấu chống quân xâm lược Pháp và buộc phải ký hòa ước Nhâm Tuất (1862), vua Tự Đức phải gom gần như toàn bộ vàng bạc trong quốc khố, cũng như thu hồi một số bảo vật bằng vàng và bạc ở các cung để bồi thường cho Pháp và Tây Ban Nha. Năm 1869, Tự Đức ra lệnh cho các hoàng thân, công chúa... nộp lại kim ấn và kim sách đã ban trước đây để triều đình đúc thành vàng mà dùng. Sau đó, vua đã cấp lại cho họ những sách ấn bằng đồng.

## Hậu duệ
Lương phi Võ Thị Viên, cùng với Đoan tần Trương Thị Thận, là hai người sinh nhiều con nhất trong nội cung của vua Thiệu Trị. Bà sinh được tổng cộng 6 người con gồm 4 trai 2 gái, lần lượt là:
1. Gia Hưng vương Hồng Hưu (2 tháng 10 năm 1835 – 9 tháng 5 năm 1885).
2. An Phước Quận vương Hồng Kiện (6 tháng 5 năm 1837 – 15 tháng 7 năm 1895).
3. Hoàng tử Hồng Bàng (30 tháng 6 năm 1838 – 21 tháng 7 năm 1853), mất sớm không được phong tặng.
4. Đồng Phú Công chúa Ý Phương (1840 – 1915).
5. Hoàng tử Hồng Thụ (22 tháng 10 năm 1842 – 26 tháng 8 năm 1843), chết non.
6. Hoàng nữ Minh Tư (1845), chết non.

## Trong văn hóa đại chúng
| Năm  | Tác Phẩm        | Diễn Viên      | Nhân Vật     |
| 2020 | 《Phượng khấu》 | NSƯT Tuyết Thu | Võ Đoàn Viên |